# 1970년 서울시내버스 운행회사
1970년 당시 서울특별시에서 시내버스를 운행하고 있던 회사의 목록은 다음과 같다.

## 시내버스 회사
| 회사명     | 당시 본사 및 면허등록지                          | 비고 |
| ---------- | ------------------------------------------------ | --- |
| 경성여객   | 마포구 망원동                                    | |
| 국성여객   | 동대문구 이문동                                  | 현 진아교통 |
| 김포교통   | 영등포구 가양동 (현 강서구 가양동)               | |
| 대륙교통   | 영등포구 양평동1가 36                            | 1976년 폐업 |
| 대일교통   | 성동구 옥수동 산5                                | 훗날 삼진교통, 남부운수, 2000년 1월 부실경영으로 폐업 |
| 대진운수   | 성북구 정릉동 810                                | 현 대진여객 |
| 대창운수   | 마포구 상수동                                    | 훗날 동남교통, 2003년 부도로 폐업 |
| 대화여객   | 영등포구 사당동 (현 관악구 남현동)               | 훗날 삼원여객, 현 우신버스 |
| 덕성여객   | 성북구 공릉동 (현 노원구 공릉동)                 | 현 태릉교통 |
| 도원교통   | 성북구 정릉동 924-4                              | |
| 동아운수   | 성북구 수유동 469 (현 강북구 수유동 469)         | |
| 동양교통   | 성북구 정릉동 771-7                              | 현 대진여객 |
| 동일여객   | 종로구 효제동                                    | 훗날 승원여객, 현 서울버스 |
| 동진상운   | 성동구 성내동 (현 강동구 성내동)                 | 1974년 서울승합에 합병, 현 대흥교통 |
| 동해운수   | 종로구 혜화동 22-9 《면허등록지》                | |
| 동화여객   | 영등포구 문래동                                  | 훗날 아시아상운, 신도운수, 옥성운수, 현 범일운수 |
| 범양여객   | 서대문구 수색동 (현 은평구 수색동)               | 훗날 선진여객, 현 선진운수 |
| 범진여객   | 영등포구 사당동 577-1 (현 동작구 사당동 577-1)   | 1999년 11월 부실경영으로 폐업 |
| 보영운수   | 영등포구 구로동 (현 구로구 구로동)               | |
| 삼미운수   | 성북구 석관동 124-9                              | 현 상진운수 |
| 삼선합승   | 성북구 정릉동                                    | 훗날 삼선버스, 현 서울승합 |
| 삼성여객   | 용산구 보광동 80-21                              | |
| 삼안운수   | 영등포구 시흥동 (현 금천구 시흥동)               | 훗날 시흥교통, 신도운수, 옥성운수, 현 범일운수 |
| 삼양교통   | 성북구 삼양동 (현 강북구 삼양동)                 | |
| 삼양여객   | 종로구 종로5가                                   | 훗날 안양교통, 현 서울매일버스 |
| 삼화교통   | 서대문구 홍은동                                  | 현 삼화고속, 1997년 도시형버스 161번을 삼화상운에 매각하고 서대문구 마을버스 7번, 7-2번을 삼하운수로 분리독립시키면서 서울시내버스 사업에서 완전히 철수하였다. |
| 삼화상운   | 성북구 월계동 (현 노원구 월계동)                 | |
| 삼흥운수   | 성동구 신당동 33-5 (현 중구 신당동 33-5)         | 현 대성운수 |
| 상마운수   | 영등포구 신림동 (현 관악구 난향동)               | 현 한남운수 |
| 새서울버스 | 영등포구 개봉동 (현 구로구 개봉동)               | 훗날 개봉여객, 광명운수, 현 범일운수 |
| 새한버스   | 성북구 우이동 (현 강북구 우이동)                 | 훗날 동북운수, 동아버스, 현 동아운수 |
| 서울승합   | 성동구 천호동 (현 강동구 천호동)                 | |
| 서울여객   | 용산구 한남동                                    | 훗날 삼영교통, 현 도선여객 |
| 서진교통   | 동대문구 답십리동                                | 훗날 신흥교통, 현 신흥기업 |
| 성진상운   | 영등포구 신림동 (현 관악구 신림동)               | 현 관악교통 |
| 세운교통   | 성북구 장위동                                    | 훗날 상신교통, 현 삼화상운 |
| 세원버스   | 영등포구 신길동                                  | 현 신길교통 |
| 수도교통   | 성동구 거여동 223-3 (현 송파구 거여동 223-3)     | 현 송파상운 |
| 신동아운수 | 영등포구 동작동 (현 동작구 동작동)               | 훗날 봉천교통, 풍양운수, 현 오케이버스 |
| 신성교통   | 서대문구 불광동 (현 은평구 불광동)               | 현 신수교통 역촌동에 영업소 보유 |
| 신원교통   | 성북구 우이동 (현 강북구 우이동)                 | 1997년 부도로 폐업 |
| 신인운수   | 서대문구 북가좌동 3-39                           | |
| 신진운수   | 성동구 옥수동 224                                | 현 진화운수 |
| 신촌교통   | 서대문구 남가좌동                                | |
| 신촌운수   | 서대문구 봉원동 51-4                             | 현 중부운수 |
| 신한교통   | 동대문구 면목동 (현 중랑구 면목동)               | 훗날 선진교통, 현 북부운수 |
| 신화운수   | 영등포구 봉천동 1537-3 (현 관악구 봉천동 1537-3) | 훗날 정오운수, 창진상운, 부흥교통, 현 진화운수 |
| 신흥교통   | 동대문구 답십리동                                | 현 신흥운수 |
| 아륙교통   | 성북구 쌍문동 (현 도봉구 쌍문동)                 | 훗날 한성버스, 현 한성여객 |
| 아진교통   | 성북구 쌍문동 (현 도봉구 쌍문동)                 | |
| 안성여객   | 서대문구 홍제동                                  | 1978년 부실경영으로 폐업 |
| 영등포합승 | 영등포구 신도림동 (현 영등포구 대림동)           | 문래동, 오류동 등에 영업소 보유, 훗날 영일교통, 현 보성운수 |
| 영신여객   | 성북구 우이동 (현 강북구 우이동)                 | |
| 영인운수   | 영등포구 양남동 (현 영등포구 양평동)             | |
| 영진교통   | 성북구 창동 665-4 (현 도봉구 창동 665-4)         | 현 우신운수 |
| 우성교통   | 영등포구 남성동 (현 동작구 사당동)               | 1973년 경영악화로 폐업 |
| 원효여객   | 서대문구 연희동                                  | 훗날 한성교통, 우신교통, SM버스, 현 보광교통 |
| 유성운수   | 서대문구 평창동 148-16 (현 종로구 평창동 148-16) | |
| 유진운수   | 종로구 삼청동 1-4                                | 훗날 경동교통으로 사명이 변경되었다가 유진운수로 환원, 현 군포교통                                                                                             |
| 이화운수   | 성북구 미아동 (현 강북구 송천동)                 | 훗날 상원여객, 동아여객, 현 동아운수 |
| 일광운수   | 영등포구 신길동                                  | 훗날 태광교통, 안남운수, 현 군포교통, 성동구 중곡동(현 동대문구 장안동 118-34번지)에 영업소 보유                                                               |
| 일성교통   | 영등포구 사당동 (현 동작구 사당동)               | 현 서울버스 |
| 일진교통   | 마포구 하중동                                    | 훗날 연세운수, 성동여객, 우성버스, 1998년 부도로 폐업 |
| 제일여객   | 서대문구 불광동 282 (현 은평구 불광동 282)       | 현 제일교통 |
| 중앙교통   | 용산구 보광동                                    | 훗날 남산운수, 신진운수, 현 진화운수 |
| 지성운수   | 영등포구 방화동 (현 강서구 방화동)               | 현 공항버스 |
| 진화운수   | 성북구 우이동 (현 강북구 우이동)                 | |
| 한남운수   | 용산구 한남동                                    | |
| 한서교통   | 성동구 성수동2가                                 | |
| 한성운수   | 성북구 삼양동 (현 강북구 삼양동)                 | |
| 한신운수   |                                                  | 1972년 동해운수에 흡수합병 |
| 한일교통   | 성동구 천호동 (현 강동구 천호동)                 | 1973년 1월 1일 서울승합에 흡수합병 |
| 한진버스   | 성북구 미아동 (현 강북구 미아동)                 | 현 대원여객 |
| 해창여객   | 마포구 하중동                                    | 훗날 영동교통, 1997년 2월 부도로 폐업 |
| 혁성운수   | 동대문구 전농동                                  | 현 북부운수 |
| 현대교통   | 서대문구 남가좌동 295                            | |
| 화계교통   | 성북구 삼양동 (현 강북구 삼양동)                 | 훗날 미아운수, 현 선일교통 |
| 화곡교통   | 영등포구 화곡동 (현 강서구 화곡동)               | 훗날 풍양운수, 현 오케이버스 |

## 같이 보기
- 1949년 서울시내버스 노선
- 1956년 서울시내버스 운행회사
- 1959년 서울시내버스 노선
- 1961년 서울시내버스 노선번호 개편
- 1964년 서울시내버스 노선번호 개편
- 1966년 서울시내버스 노선번호 개편
- 1970년 서울시내버스 노선번호 개편
- 1974년 서울시내버스 운행회사
- 1985년 서울시내버스 노선번호 개편
- 2004년 서울특별시 버스 개편